# Matinicus Isle
Matinicus Isle es una plantación ubicada en el condado de Knox en el estado estadounidense de Maine. En el Censo de 2010 tenía una población de 74 habitantes y una densidad poblacional de 0,14 personas por km².

## Geografía
Matinicus Isle se encuentra ubicada en las coordenadas 43°54′15″N 69°0′33″O / 43.90417, -69.00917. Según la Oficina del Censo de los Estados Unidos, Matinicus Isle tiene una superficie total de 528.49 km², de la cual 6.22 km² corresponden a tierra firme y (98.82%) 522.27 km² es agua.

## Demografía
Según el censo de 2010, había 74 personas residiendo en Matinicus Isle. La densidad de población era de 0,14 hab./km². De los 74 habitantes, Matinicus Isle estaba compuesto por el 98.65% blancos, el 0% eran afroamericanos, el 0% eran amerindios, el 0% eran asiáticos, el 0% eran isleños del Pacífico, el 0% eran de otras razas y el 1.35% pertenecían a dos o más razas. Del total de la población el 0% eran hispanos o latinos de cualquier raza.